# Xã Mullally, Quận Harlan, Nebraska
Xã Mullally (tiếng Anh: Mullally Township) là một xã thuộc quận Harlan, tiểu bang Nebraska, Hoa Kỳ. Năm 2010, dân số của xã này là 245 người.